# 社会学者の一覧
社会学者の一覧（しゃかいがくしゃのいちらん）では、社会学を研究する学者を一覧する。

## アメリカ
- ダニエル・ベル
- ロバート・ニーリー・ベラー
- ピーター・L・バーガー
- ハーバート・ジョージ・ブルーマー
- クリストファー・チェイス＝ダン
- ジョン・A・クローセン
- マイク・デイヴィス
- アミタイ・エツィオーニ
- ワレン・ファレル
- リチャード・フロリダ
- ジョン・ベラミー・フォスター
- ハロルド・ガーフィンケル
- アーヴィング・ゴッフマン
- デヴィッド・ハーヴェイ
- ジョージ・ホーマンズ
- クリシャン・クマー
- シーモア・M・リプセット
- ティモシー・ルーク
- マイケル・マン
- ジェームズ・マーチ
- ロバート・キング・マートン
- ジョージ・ハーバード・ミード
- ジョン・マイヤー
- チャールズ・ライト・ミルズ
- バリントン・ムーア
- ロバート・ニスベット
- タルコット・パーソンズ
- デイヴィッド・リースマン
- ジョージ・リッツァ
- ウィリアム・ロビンソン
- アルフレッド・シュッツ
- イヴ・セジウィック
- リチャード・セネット
- シーダ・スコチポル
- ピティリム・ソローキン
- エドワード・ソジャ
- アンセルム・ストラウス
- チャールズ・ティリー
- アルビン・トフラー
- ジョン・C・トーピー
- ソースティン・ヴェブレン
- エズラ・ヴォーゲル
- ウィリアム・フート・ホワイト
- レイ・オルデンバーグ
- マーク・グラノヴェッター

## イギリス
- マーガレット・アーチャー
- ラルフ・ダーレンドルフ
- ジェラード・デランティ
- ロナルド・ドーア
- ノルベルト・エリアス
- マイク・フェザーストーン
- アンソニー・ギデンス
- ポール・ハースト
- レオナルド・ホブハウス
- スコット・ラッシュ
- スティーヴン・ルークス
- ローランド・ロバートソン
- ニコラス・ローズ
- アントニー・D・スミス
- ピーター・タウンゼント
- ジョン・アーリ
- ブライアン・R・ウィルソン
- ジョック・ヤング
- マイケル・ヤング

## ドイツ
- マックス・ヴェーバー
- ゲオルク・ジンメル
- ウェルナー・ゾンバルト
- フェルディナント・テンニース
- ユルゲン・ハーバーマス
- エルンスト・ブロッホ
- エーリヒ・フロム
- ウルリッヒ・ベック
- マックス・ホルクハイマー
- ロベルト・ミヒェルス
- ニクラス・ルーマン

## 日本

### あ
- 青井和夫
- 赤川学（セクシュアリティ研究）
- 赤堀三郎（社会システム理論）
- 飽戸弘
- 浅野智彦
- 鰺坂学（同郷団体の研究）
- 阿閉吉男
- 阿部潔
- 阿部真大
- 阿部頼孝
- 天田城介
- 天野郁夫（教育社会学）
- 荒井克弘（教育社会学）
- 有末賢
- 有馬哲夫
- 有賀喜左衛門（村落社会学、民俗学）
- 飯島伸子（環境社会学）
- 飯田哲也
- 飯田良明
- 池内裕美（社会心理学、消費者心理）
- 石川晃弘
- 石川准
- 石阪督規
- 石原俊
- 磯村英一（都市社会学）
- 板倉達文（パレート研究、技術論）
- 市野川容孝（医療社会学）
- 伊藤公雄
- 伊藤守
- 伊藤るり
- 伊奈正人
- 稲上毅（産業社会学、理論社会学）
- 稲葉昭英（家族社会学）
- 稲葉振一郎（社会倫理学）
- 伊奈正人（文化社会学）
- 稲増龍夫
- 井上俊
- 井上芳保
- 今井時郎
- 今田高俊
- 今福龍太
- 井森陸平（農村社会学、産業社会学）
- 居安正
- 岩城完之（地域社会学）
- 岩渕功一
- 上田修（産業社会学、真正桃山労働組合）
- 上野千鶴子（ジェンダー研究、家族社会学）
- 潮木守一（教育社会学）
- 内田隆三
- 海野道郎（数理社会学）
- 江原由美子（ジェンダー研究）
- 遠藤薫
- 遠藤英樹（観光社会学、現代文化論）
- 大石奈々（移民、国際移動）
- 大石裕
- 大久保孝治（家族社会学）
- 大澤真幸（数理社会学、理論社会学）
- 大谷信介（社会調査論)
- 大塚明子（文化社会学）
- 大橋薫（社会病理学、都市社会学）
- 大村英昭
- 岡田直之
- 岡原正幸（感情社会学）
- 岡本秀昭（産業社会学、労務管理論）
- 奥田道大（都市社会学）
- 小熊英二
- 小倉康嗣
- 小田利勝
- 尾高邦雄（産業社会学）
- 小谷典子（三浦典子）（都市社会学）

### か
- 何初彦（新聞学）
- 影山貴彦（メディア研究）
- 梶田孝道（国際社会学）
- 片瀬一男（計量社会学・教育社会学）
- 嘉田由紀子（環境社会学、滋賀県知事）
- 片桐新自（社会運動論）
- 片桐雅隆
- 加藤彰彦（比較社会学）
- 加藤秀一（ジェンダー研究）
- 加藤秀俊
- 金子勇
- 鎌田とし子
- 亀山佳明
- 萱野稔人
- 苅谷剛彦（教育社会学）
- 川合隆男
- 川竹和夫（放送研究、国際コミュニケーション）
- 木内義勝（情報社会学）
- 菊池真弓
- 菊谷和宏（社会学史）
- 岸政彦（沖縄研究、生活史研究）
- 北川隆吉（労働社会学、地域社会学）
- 北郷裕美
- 北島滋（開発の社会学）
- 北田暁大（理論社会学、メディア史）
- 吉川徹（計量社会学、学歴論）
- 金明秀（計量社会学、エスニシティ論）
- 木村洋二
- 国広陽子（メディア研究、ジェンダー研究）
- 久保田裕之（家族社会学）
- 熊田一雄（宗教社会学、ジェンダー研究、文化社会学）
- 倉沢進（都市社会学）
- 倉田和四生（都市社会学）
- 栗原彬（政治社会学）
- 黒崎八洲次良（地域社会学・社会史）
- 桑原司（シンボリック相互作用論）
- 小島茂（国際社会論）
- 児玉克哉（平和学）
- 小林直毅
- 小室直樹

### さ
- 酒井隆史
- 作田啓一
- 佐久間勲（社会心理学）
- 佐久間政広（農村社会学）
- 桜井哲夫
- 佐藤郁哉
- 佐藤健二（社会史）
- 佐藤博樹（労務管理論）
- 佐藤卓己
- 佐藤俊樹（比較社会論、日本社会論）
- 佐藤寛
- 佐藤嘉倫（数理社会学）
- 三溝信
- 塩原勉
- 渋谷和彦（社会情報学、社会心理学）
- 澁谷知美
- 渋谷望
- 島崎稔（農村社会学、地域社会学）
- 島薗進
- 清水幾太郎（社会学史、現代思想論、国家論）
- 清水諭（スポーツ社会学）
- 清水亮
- 下平好博（社会政策学、経済社会学、学生否定学）
- 鍾家新（福祉社会学、家族社会学）
- 庄司興吉
- 白波瀬佐和子（階層論、格差論）
- 城塚登（社会思想史）
- 新明正道（綜合社会学）
- 杉本良夫
- 杉山明子（社会調査、統計学）
- 祐成保志
- 鈴木栄太郎（農村社会学、都市社会学）
- 鈴木謙介（理論社会学）
- 鈴木涼美
- 鈴木智之
- 鈴木廣（都市社会学）
- 須藤廣（観光社会学、文化社会学、社会意識論）
- 数土直紀
- 盛山和夫
- 関礼子
- 関根政美
- 芹沢一也
- 園田英弘
- 園田恭一

### た
- 高橋和宏（政治過程論）
- 高橋三郎
- 高橋徹
- 竹内洋（教育社会学）
- 武川正吾（福祉社会学）
- 建部遯吾（東京帝国大学社会学講座開設初代担当教授）
- 立岩真也
- 田口宏昭
- 田中智仁（犯罪社会学、警備業研究）
- 田中義久
- 田邊壽利（フランス社会学、言語社会学）
- 田辺義明（現代中国論）
- 田野崎昭夫
- 玉野和志（都市社会学、地域社会学）
- 太郎丸博
- 丹野清人（労働社会学、エスニシティ論）
- 千葉モト子
- 辻大介
- 辻竜平
- 土屋淳二（集合行動論、文化変動論）
- 筒井清忠（歴史社会学）
- 筒井淳也（計量社会学、家族社会学）
- 円谷弘
- 鶴見和子（内発的発展論）
- 出口剛司
- 寺沢拓敬 (教育社会学)
- 土井隆義（犯罪社会学、法社会学、逸脱行動論、社会問題論）
- 徳野貞雄（農村社会学）
- 戸田貞三（家族社会学）
- 富田英典（メディア社会学）
- 富永健一
- 鳥越皓之

### な
- 内藤朝雄（臨床社会学、心理社会学）
- 内藤莞爾
- 内藤正典（移民研究）
- 直井優
- 中野敏男
- 中野収
- 中野卓（同族団研究）
- 中村英代
- 波平恵美子
- 成田康昭
- 仲川秀樹
- 難波功士
- 西田亮介
- にしゃんた（多文化共生学、アジア研究）

### は
- 間宏
- 橋爪大三郎
- 橋本健二
- 橋本努（経済社会学）
- 長谷川公一
- 長谷正人
- 馬場明男
- 浜日出夫
- 浜井浩一（犯罪学）
- 浜口恵俊
- 早川洋行（都市・地域の社会学、ジンメル社会学）
- 林恵海（農村社会学、人口論）
- 原純輔
- 樋口直人
- 平岡公一（社会福祉政策）
- 平田冨太郎
- 平塚千尋（放送研究）
- 深江誠子
- 福武直（農村社会学）
- 福永英雄（科学論、科学相関研究、社会科学相関研究、社会理論等）
- 福間良明（メディア社会論）
- 藤田英典（教育社会学）
- 藤田弘夫
- 藤田真文（メディア社会学）
- 藤田結子
- 藤原武弘
- 藤村正之（福祉社会学、文化社会学、社会学方法論）
- 船津衛（自我論、シンボリック相互作用論、シカゴ学派社会学、情報化論）
- 布施鉄治（地域社会学、社会・生活史）
- 古市憲寿
- 古田隆彦（応用社会学、人口社会学、消費社会学、未来社会学）
- 干川剛史
- 細内信孝（コミュニティ・ビジネス）
- 本田喜代治（フランス社会学、マルクス主義社会学）
- 本田由紀（教育社会学）

### ま
- 前みち子（文化論、ジェンダー研究）
- 正村俊之（社会的コミュニケーション論）
- 町村敬志（都市社会学）
- 松井広志（メディア論、文化社会学）
- 松島静雄（労働社会学、産業社会学）
- 松本行真（都市社会学）
- 間々田孝夫（経済社会学）
- 丸谷肇（雇用・労働問題）
- 三重野卓（福祉社会学、計量社会学）
- 三上俊治（社会情報学）
- 三上剛史（知識社会学）
- 水越伸（メディア社会学）
- 水島久光
- 見田宗介
- 道場親信（社会運動史）
- 南川文里（歴史社会学）
- 南田勝也
- 宮入恭平（ポピュラー文化研究）
- 宮島喬（デュルケーム研究）
- 宮田加久子
- 宮台真司
- 三好洋二  (体育社会学)
- 牟田和恵
- 村上文司
- 毛利嘉孝（カルチュラル・スタディーズ）
- 森周子
- 森岡淸志（都市社会学）
- 森元孝

### や
- 山口一男（シカゴ大学ハンナ・ホルボーン・グレイ記念特別社会学教授、経済産業研究所フェロー）
- 矢澤澄子（地域権力構造、ジェンダー論）
- 矢野善郎
- 安川一
- 山岸健
- 山下範久（世界システム論、歴史社会学）
- 山田昌弘（家族社会学、感情社会学）
- 山田一成
- 山之内靖（ウェーバー研究）
- 大和礼子
- 山本一郎
- 山本泰
- 吉澤夏子（ジェンダー論・女性論）
- 吉瀬雄一（コミュニティ研究、都市社会学）
- 吉田民人
- 吉野耕作（ナショナリズム研究）
- 吉原直樹（都市社会学）
- 吉見俊哉（カルチュラル・スタディーズ、メディア社会学）
- 米地実（村落社会学、有賀喜左衞門研究）
- 米田庄太郎

### わ
- 若林幹夫
- 渡辺雅男
- 亘明志（理論社会学、メディア文化論、差別問題）

## フランス
- レイモン・アロン
- オーギュスト・コント
- エミール・デュルケーム
- ガブリエル・タルド
- マルセル・モース
- ロジェ・カイヨワ
- ルネ・ジラール
- アンリ・ルフェーヴル
- アラン・トゥレーヌ
- ピエール・ブルデュー
- ジャン・ボードリヤール
- エマニュエル・トッド

## その他
- ジョヴァンニ・アリギ（イタリア / アメリカ）
- ジグムント・バウマン（ポーランド / イギリス）
- エリース・ボールディング（ノルウェー / アメリカ）
- マニュエル・カステル（スペイン／フランス / アメリカ）
- イエスタ・エスピン＝アンデルセン（デンマーク / スペイン）
- ガッサン・ハージ（オーストラリア）
- 黄有福（中国）（文化人類学・歴史社会学）
- ペッカ・ヒマネン（フィンランド / アメリカ）
- イヴァン・イリイチ（メキシコ / プエルトリコ）
- ゲオルグ・ルカーチ（ハンガリー）
- デイヴィッド・ライアン（カナダ）
- パオロ・マッツァリーノ（自称イタリア）（「反社会学」者）
- アルベルト・メルッチ（イタリア）
- ヤン・ネーデルフェーン・ピーテルス（オランダ / アメリカ）
- ヴィルフレド・パレート（イタリア）
- サスキア・サッセン（アルゼンチン / アメリカ）
- バリー・ウェルマン（カナダ / アメリカ）